# 短茎古当归
短茎古当归（学名：Archangelica brevicaulis）为伞形科古当归属的植物。分布在俄罗斯以及中国大陆的新疆等地，生长于海拔150米的地区，多生长于森林河谷或潮湿的阴坡亚高山草甸，目前尚未由人工引种栽培。

## 别名
水防风（新疆天山）